# Ulisse (Rowe)
Ulisse (Ulysses) è una tragedia di Nicholas Rowe rappresentata per la prima volta il 23 novembre 1705.
L'autore, eclettico, andava dalle traduzioni dei classici alla prima biografia di Shakespeare, in questa opera cerca di riscrivere l'opera di Omero dando nuove qualità agli eroi, al fine anche di dare ad un nuovo lettore il piacere di scoprire lati nuovi, o, come scritto da critici, evitare il disgusto da ripetizione. Proprio per questa sua caratteristica è usato nei corsi universitari dove si tenta una lettura comparativa dei testi, come un modello in cui vi sono piccole variazioni accettabili, cosa rara per il periodo in cui venne scritto in cui era forte la tendenza a creare dei forti modelli neoclassici.